# Euphoria (牧野由依單曲)
《Euphoria》（日語：ユーフォリア）是日本女性聲優牧野由依的第3張單曲。2006年4月26日由Victor Entertainment發行。

## 解說
《Euphoria》是2006年4月至9月東京電視網電視動畫《ARIA The NATURAL》採用的片頭主題曲。其歌名靈感來自於義大利語的「幸福感」之意。
《Euphoria》也是自從牧野的個人第2張單曲《Undine》以來，第2次選用作為《水星領航員》動畫系列片頭主題曲的單曲。至於B面歌曲「雨降花」曾在同名電視動畫作為第17話的劇中插入歌曲使用，並由牧野她自己作詞。兩面歌曲後來都收錄在她的首張專輯《天球的音樂》，2006年12月6日發行。
2009年7月22日，首次販售再發盤版本（規格編號：VTCL-35073），即使內容與2006年發行的相同，但是編曲內容有經過重新錄製。

## 收錄歌曲
1. Euphoria [5:16]
  - 作詞：河井英里，作曲、編曲：窪田美奈（日语：窪田ミナ）
  - 東京電視網電視動畫《ARIA The NATURAL》片頭主題曲
2. 雨降花 [5:50]
  - 作詞：牧野由依，作曲：F.GIRAUD，編曲：河野伸（日语：河野伸）
  - 東京電視網電視動畫《ARIA The NATURAL》第17話劇中插入歌
3. Euphoria（Instrumental）
4. 雨降花（Instrumental）

## 收錄專輯
| 曲名     | 專輯           | 發行日期      | 備註                       |
| -------- | -------------- | ------------- | -------------------------- |
| Euphoria | 《天球的音樂》 | 2006年12月6日 | 牧野由依的個人首張原創專輯 |
| 雨降花   | 《天球的音樂》 | 2006年12月6日 | 牧野由依的個人首張原創專輯 |

## 腳註

### 來源
1. ↑  . CD Journal. 2006-04-26  [2017-01-31]. （原始内容存档于2019-02-16） （日语）.

## 外部連結
- Flying DOG官方網站的歌曲介紹頁面 （页面存档备份，存于） （日語）